# Thomas Nosch
Thomas Nosch (* 8. Oktober 1952 in Freiburg) ist ein deutscher Unternehmer und Geschäftsführer der Optik Nosch GmbH & Co. KG.

## Leben
Nach dem Abitur machte Thomas Nosch eine Augenoptikerlehre und besuchte anschließend die Fachakademie für Augenoptik in München, wo er seine Meisterprüfung ablegte. Danach absolvierte er ein Optometrie-Studium in den USA am College of Optometry in Houston, Texas, wo er den Abschluss "Doctor of Optometry" erwarb. Nach seiner Rückkehr aus den USA im Jahr 1980 stieg er in den Familienbetrieb ein und übernahm von seinem Vater Rudolf Nosch die Firmenleitung. Unter Thomas Nosch expandierte das Augenoptikunternehmen Nosch. Neben dem Hauptsitz in Freiburg gehören neun weitere Geschäfte sowie ein Kontaktlinsen-Institut in Südbaden zum Unternehmen. Optik Nosch erzielt mit 82 Mitarbeitern einen Jahresumsatz von 5,6 Mio. Euro. Seit 2008 hat mit Tochter Susan Nosch, Augenoptikermeisterin, die fünfte Generation in die Unternehmensleitung Einzug gehalten und 2016 mit Tochter Dr. Verena Nosch, Juristin.
Nosch ist ein Urenkel des Firmengründers Isidor Nosch und leitet das gleichnamige, seit 1861 bestehende Familienunternehmen in der vierten Generation.

## Berufliches Engagement
Für seinen Berufsstand hat sich Thomas Nosch stets mit viel Elan eingesetzt. Von 1987 bis 1993 war Nosch Vorsitzender der "Wissenschaftlichen Vereinigung für Augenoptik und Optometrie" (WVAO), ab 1990 war er acht Jahre Gründungsmitglied der Working-Group "Europäisches Diplom in Optometrie" sowie von 1994 bis 1998 Chairman des Education Committee im "European Council of Optometry and Optics" (ECOO). 
Von 2003 bis 2007 war Thomas Nosch Schatzmeister in ECOO sowie bis 2009 zehn Jahre Präsident des deutschen "Zentralverbandes der Augenoptiker" (ZVA). In dieser Funktion hat er maßgeblich dazu beigetragen, dass die Ausbildungsordnung und die Meisterverordnung für das Augenoptikerhandwerk novelliert wurden. Besonders eingesetzt hat sich Thomas Nosch dafür, dass 2008 erstmals ein berufsbegleitender Fachhochschulstudiengang für Augenoptiker eingeführt wurde. Durch das Mitwirken von Thomas Nosch wurde der Berufsabschluss des Optometristen auch erstmals in Deutschland eingeführt. Optometristen bilden eine Brücke zwischen Augenoptik und Augenheilkunde und können somit als erste Anlaufstelle bei Sehproblemen fungieren. Neben Thomas Nosch sind sechs weitere Optometristen im Familienunternehmen Nosch beschäftigt. 
Thomas Nosch ist Ehrenvorsitzender der WVAO und des ZVA.

## Auszeichnungen
- 1993 Preis der deutschen Optometrie von der WVAO.
- 2009 Goldene Ehrennadel  des ZVA und des "Südwestdeutschen Augenoptikerverband" (SWAV)
- 2009 Handwerkzeichens in Gold vom "Zentralverband des Deutschen Handwerks"
- 2009 Optometrie-Preis der "Vereinigung deutscher Contactlinsen-Spezialisten e.V." (VdC) geehrt.
- 2010 Bundesverdienstkreuz am Bande